# Província de Tete
Tete és una província de Moçambic. Té una superfície de 100.724 km² i una població el 2006 d'1.551.949 (que eren 1.144.604 el 2001). La capital és la ciutat de Tete. Com a lloc destacat de la província la resclosa de Cahora Bassa, construïda pels portuguesos. A Hefsiba, capital del districte d'Angónia, prop de la frontera amb Malawi, hi ha un centre tècnic de la influent Església Reformada a Moçambique (Igreja Reformada em Moçambique).

## Demografia
| 1980    | 1997      | 2007      |
| 780.081 | 1.038.047 | 1.783.967 |

## Divisió administrativa
Administrativament es divideix en quinze districtes i quatre municipis: 

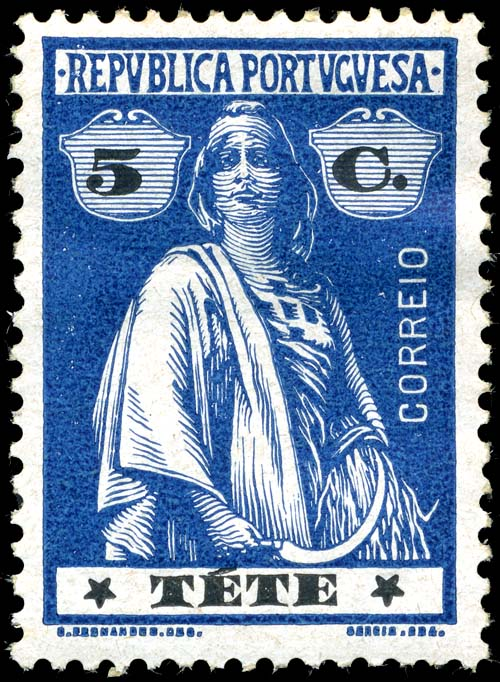
Segell de Tete

- Districte d'Angónia
- Districte de Cahora-Bassa
- Districte de Changara
- Districte de Chifunde
- Districte de Chiuta
- Districte de Dôa
- Districte de Macanga
- Districte de Magoe
- Districte de Marara
- Districte de Marávia
- Districte de Moatize
- Districte de Mutarara
- Districte de Tete
- Districte de Tsangano
- Districte de Zumbo
- Moatize (vila)
- Nhamayábué (vila)
- Tete (cidade)
- Ulongué (vila)

## Història

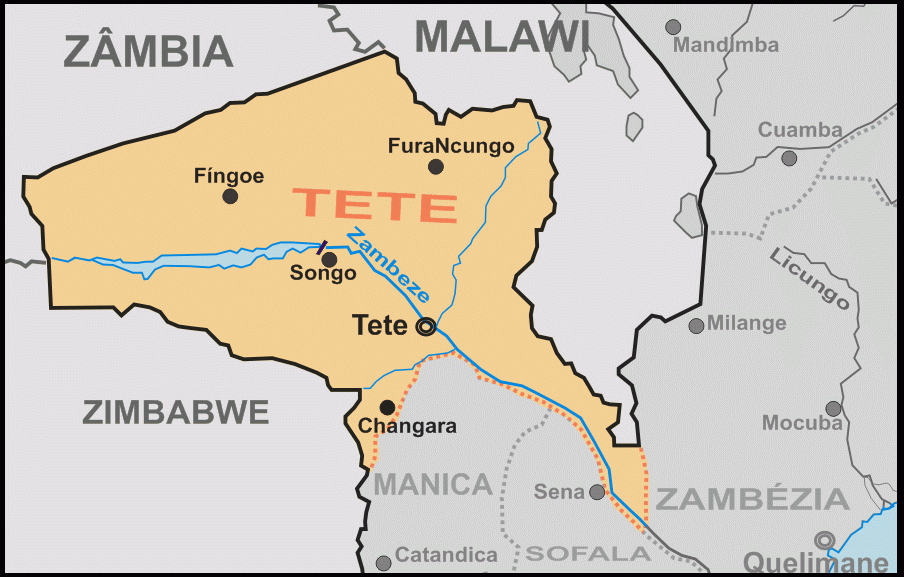
Mapa da província

Formà part de la capitania de Rios de Sena creada el 1752 a la vall del riu Zambeze o Zambesi i que fou coneguda també com a Zambeze. Galvão da Silva va viatjar per la regió el 1787 i 1788 per arranjar el pagament d'impostos pels indígenes que reconeixien la sobirania portuguesa. Va explorar la regió de Tete-Cabrabaca Maxinga-Chicorongo, recollint minerals i mostres botàniques. El governador de la capitania, Francisco José de Lacerda e Almeida (nomenat el 1797), es va destacar com explorador (1798). El juliol de 1821 hi van emigrar alguns grups procedents del sud. El 1858 la capitania va esdevenir el districte de Zambèzia. El 1913 fou dividit en els districtes de Tete i de Quelimane, però vers el 1915 es van tornar a unir en el districte de Quelimane, per tornar a separar-se més tard. El 1975 va esdevenir província de la república de Moçambic.

## Governadors
La província és dirigida per un governador provincial nomenat pel President de la República.
- (2005-2010) Idelfonso Muanantapha[3][4]
- (2010-2012) Alberto Clementino António Vaquina[4]
- (2012-2013) Ratxide Abdala Ackyiamungo Gogo[5]
- (2013-) Paulo Auade[6]